# Pratylenchinae
Sous-famille
Synonymes
- Pratylenchini Thorne, 1949 (Ryss, 1988)[1]

Les Pratylenchinae sont une sous-famille de nématodes de la famille des Pratylenchidae, comprenant deux genres acceptés : Pratylenchus, le genre type, et Zygotylenchus.

## Liste des genres
Selon World Register of Marine Species (26 mai 2021) :
- Pratylenchus Filipjev, 1936
- Zygotylenchus Siddiqi, 1963

- Pratylenchus Filipjev, 1934 (nomen nudum)

- Mesotylus de Guiran, 1964, synonyme de Zygotylenchus Siddiqi, 1963
- tribu des Pratylenchini Thorne, 1949 (Ryss, 1988), synonyme de Pratylenchinae Thorne, 1949